# L'Apocalypse de notre temps
Pour les articles homonymes, voir Apocalypse (homonymie).
L'Apocalypse de notre temps. Les dessous de la propagande allemande d'après des documents inédits est un ouvrage d'Henri Rollin (1885-1955) publié à Paris chez Gallimard en 1939. Il s'agit de la première étude substantielle sur le célèbre faux document servant la propagande antisémite, connu sous le nom des Protocoles des Sages de Sion.

## Histoire
Dans cet ouvrage, Rollin tente, entre autres, de faire la genèse des Protocoles dont l'auteur était encore inconnu à l'époque. Ayant travaillé pour les services secrets français, Rollin avait eu accès à de nombreux documents inédits pour réaliser son enquête. 
Étudiant les usages de ce faux antisémite depuis sa rédaction à Paris par un agent du tsar Nicolas II, Rollin analyse également le plagiat principal du livre qui démarque plusieurs passages du  Dialogue aux enfers entre Machiavel et Montesquieu, un pamphlet de Maurice Joly. Observant l'étonnante diffusion de cet apocryphe (notamment dans son édition américaine due à l'industriel Henry Ford), Rollin constate, plus près de lui, l'instrumentalisation des Protocoles par les nazis (d'où le sous-tire de l'ouvrage: « Les dessous de la propagande allemande d'après des documents inédits »). Rollin analyse également les ramifications qui ont donné naissance au nazisme, notamment la transmission, via les partis d'extrême-droite russes, des techniques de propagande et d'espionnage utilisées par l'Okhrana,  
L'ouvrage parait juste à la déclaration de la guerre et dès l'occupation allemande en 1940, il est rapidement interdit et saisi par l'occupant, et tous les exemplaires sont mis au pilon. Ne subsiste alors que l'exemplaire de la Bibliothèque Nationale de Paris, cet exemplaire trop lu ne sera longtemps consultable qu'en micro-fiche. Le livre tombé dans l'oubli est redécouvert par l'historien britannique Norman Cohn (Warrants for Genocide, 1967). L'Apocalypse de notre temps est réédité, en 1991, en plusieurs langues et il constitue maintenant un ouvrage de référence majeur pour la publication d'ouvrages complémentaires notamment ceux de Pierre-André Taguieff (Les Protocoles des Sages de Sion. Faux et usage d'un faux, 1991).

## Éditions
- L'Apocalypse de notre temps. Les dessous de la propagande allemande d'après des documents inédits, Paris, Gallimard, coll. Problèmes et documents, 1939, 571 p.
- L'Apocalypse de notre temps, Paris, Éditions Allia, 1991.  (ISBN 2-904235-32-9)
- Une mystification mondiale, précédé de « Le faux et son usage » par Gérard Berréby, Paris, Éditions Allia, 2000 (Contient trois chapitres de L'Apocalypse de notre temps).  (ISBN 2-84485-035-9) ;
- L'Apocalypse de notre temps : les dessous de la propagande allemande d'après des documents inédits, précédé de « Le faux et son usage » par Gérard Berréby, Paris, Éditions Allia, 2005.  (ISBN 2-84485-197-5)